# Добролюбский, Константин Павлович
Константин Павлович Добролюбский (17 мая 1885 года, село Грачёвка, Бузулукский уезд, Самарская губерния — 1 февраля 1953 года, Одесса, Украинская ССР) — историк, доктор исторических наук, исследователь истории Франции XVIII века. Его труды «Экономическая политика термидорианской реакции» (1930), «Термидор» (1949) признаны классическими.

## Биография
Родился в семье земского учителя.
После окончания Оренбургского духовного училища и духовной семинарии, учился на историко-филологическом факультете Казанского университета в период 1906—1908 годов. Впоследствии также учился в Санкт-Петербургском психоневрологическом институте в 1910—1911 годах, Цюрихском университете в 1911—1913 годах и в Императорском Новороссийском университете в период 1913—1915 годов.
В Цюрихе активно действовал в среде революционной российской эмиграции. В 1915 году окончил Императорский Новороссийский университет с дипломом 1-й степени, золотой медалью за работу о сочинении Г. Котошихина. Кандидатскую работу «Холопство в Древней Руси» писал под руководством профессоров В. Крусмана и Е. Щепкина. Был оставлен в университете на кафедре всеобщей истории для подготовки к научно-педагогической деятельности.
С 1904 года принимал участие в революционном движении, работал в Оренбурге и Казани в подпольных марксистских группах. Летом 1908 года был арестован и после 8 месяцев тюрьмы сослан на 2 года в город Великий Устюг Вологодской губернии. В сентябре 1911 года уехал в Швейцарию. В 1915 году был мобилизован в российскую армию. До 1920 года был активным деятелем партии РСДРП (меньшевиков).
В годы Революции и Гражданской войны находился в Одессе, работал в гимназиях города, военно-артиллерийском училище, а также Народном университете.
В 1920 году после сдачи магистерского экзамена, был избран Советом историко-филологического факультета Императорского Новороссийского университета приват-доцентом по кафедре всеобщей истории. В 1920—1941 годах работал доцентом в Одесском институте народного образования, Одесском институте профессионального образования, затем — профессором, заведующий кафедрой всеобщей истории Одесского государственного университета. В 1934 году государственная квалификационная комиссия Народного Комиссариата Образования УССР утвердила в учёном звании профессора, 17 июля 1936 — присуждена учёная степень доктора исторических наук без защиты диссертации.
Заведующий кафедрой в период 1934—1941 и 1944—1953 годов. В 1937—1938, 1940—1941, 1944—1953 годы был деканом исторического факультета Одесского государственного университета. Читал курсы по истории нового времени, специальные курсы по истории Великой французской революции, историографии. Был членом Бюро Секции научных работников, председателем совета института Профобра. Принимал участие в работе сектора новой истории Института истории АН СССР, выдвигался кандидатом в члены-корреспонденты АН СССР. Лектор и член Бюро секции научных работников и других профессиональных организаций в 1928—1933 годах. В 1939—1941 и 1944—1947 годы избирался депутатом Одесского городского совета.
Осенью 1941 года эвакуировался из Одессы и работал в Педагогических институтах Краснодара и Самарканда, лектором Самаркандской партийной организации, был членом городского комитета Союза работников высшей школы. В августе 1944 вернулся в Одессу и возобновил работу в университете в качестве заведующего кафедрой новой истории и декана исторического факультета в 1944—1953 годах. В ноябре 1945 года был принят в ВКП(б). В мае 1945 года был избран председателем Правления одесского Дома учёных, в 1946 получил почётное звание «Отличник народного образования УССР». С ноября 1946 года работал по совместительству заведующим кафедрой истории Одесской областной партийной школе, лектором Лектория при Одесском государственном университете для молодёжи. Был избран заместителем председателя сельскохозяйственной комиссии Одесского городского совета.
После 1947 года оказался в опале в связи со вспыхнувшей кампанией против космополитизма. Его сотрудники по кафедре и факультету писали доносы о его «ожидовении» и идейной неблагонадежности. Ему припомнили и бывшее (с 1905 по 1918 год) активное членство в партии меньшевиков, а также то, что в 1920-е годы он имел неосторожность поддерживать переписку со швейцарскими товарищами и братом, жившим в Харбине. Его книга «Одесса 1794—1944 г. К 150-летнему юбилею города-героя», ответственным редактором которой он являлся, и для которой написал главу «Одесса во время румынской оккупации», была набрана, свёрстана, но в 1948 г. … запрещена. Издание было признано политически неблагонадежным. Ему также стали отказывать в издании других трудов. По свидетельству С. Я. Борового, его не сажали только из-за тяжёлой болезни, от которой он умер в Одессе 1 февраля 1953 года.
А сама книга об Одессе была издана уже после смерти учёного, в 1957 году под ред. С. М. Ковбасюка. История её издания описана С. Я. Боровым. В нём Константин Павлович (вместе с Боровым) был «изъят» из редколлегии, а написанная им глава «Чёрные дни Одессы», «где были довольно полно и правдиво описаны зверства оккупантов, их „национальная политика“, уничтожение еврейского населения и т. д.» была переименована в «Одесса в годы войны» и «приписана» С. А. Вольскому. Из неё были изъяты описания «национальной политики и зверств оккупантов».

## Семья
Внук — археолог Андрей Олегович Добролюбский.

## Награды
- орден «Знак Почёта»
- Медаль «За доблестный труд в Великой Отечественной войне 1941—1945 гг.»
- Отличник народного образования УССР

## Память
- В мае 1985 года в Одесском государственном университете состоялись чтения, посвящённые 100-летию со дня рождения Константина Павловича.
- В 2002 году на фасаде дома № 7 по улице Успенской в Одессе по инициативе Всемирного клуба одесситов установлена мемориальная доска. На белом мраморе высечено имя профессора К. П. Добролюбского — учёного, внесшего значительный вклад в историческую науку.

## Научное наследие
Написал около 40 печатных научных трудов, большинство из которых была посвящена истории Французской буржуазной революции конца XVIII века и постреволюционным событиям во Франции. Впервые анализировал деятельность секций Парижа во время термидорианской реакции. С помощью коллекции пьес Воронцовского фонда Научной библиотеки ОГУ рассмотрел французскую драматургию времён Великой революции. Освещал французскую революцию через призму марксизма, уделяя большое внимание социально-экономическим вопросам, экономическим причинам термидорианской реакции. Внёс значительный вклад в исследование Западной Европы XVIII века.
Главный редактор коллективной монографии «Одесский Университет за 75 лет» (Одесса, 1940), ответственный редактор сборника «Труды исторического факультета Одесского Госуниверситета» (1939—1941), «Научные записки Одесского Пединститута», принял участие в написании «Хрестоматии по новой истории»; в сборнике «Французская буржуазная революция» (под ред. Волгина, Тарле, — Москва, 1941). Перед войной написал «Очерки по истории классовой борьбы после lX Термидора». Эта монография была принята в печать в 1941 году, но так и не была полностью напечатана. Остались неизданными труды:
- «Прусская интервенция во Франции в 1870—1871 гг.»;
- «Очерки по истории рабочего движения в Англии 1760-х гг.»;
- «Цензовая конституция 1795 г. и борьба парижских секций против фруктидорских декретов»;
- «Г. Бабеф и термидорианская реакция»;
- «История Директора во Франции (1795—1799)».

### Научные труды
- Термидорианская реакция: общественное настроение в Париже во время Термидорианской реакции по наблюдениям немцев-очевидцев // Историк-марксист. 1926. № 1;
- Е. Н. Щепкин как историк // Памяти Щепкина. — Одесса, 1927;
- Экономическая политика Кольбера // Исторический журнал. 1928. № 10;
- Экономическая политика термидорианской реакции. — М.-Л., 1930;
- Жіноцтво паризьких околиць і преріальське повсятання 1795 р. // Прапор марксизму, № 1930;
- Классовая борьба в парижских секциях в первые месяцы после 9-го термидора // Классовая борьба во Франции в эпоху Великой Французской революции — М.-Л. 1931;
- Истфак Одесского университета // Историк-марксист. — 1936. — № 2;
- К истории прериальского восстания в 1795 г. // Историк-марксист. — № 2, 1938;
- Революция 10/VIII-1792 г., Коммуна 10/VIII и Законодательное Собрание; Ближайшие следствия революции 10/VIII-1792 г. // Французская буржуазная революция в 1789—1794. — М., 1941;
- Учредительное собрание, Законодательное собрание; Директория; Консульство и империя Наполеона// Статьи в БСЭ, — Т.58. — М.;
- Конституція Французьської республіки 1795 р.// Наукові записки Львівського університету. Серія: історія. 1946. Т.1. Вип.2;
- Термидор. Очерки по истории классовой борьбы во Франции в 1794—1795 гг. — Одесса, 1949;
- Одесса. Очерк истории города героя. — Одесса, 1957. (у співавторстві);
- Театр в эпоху термидора // Исторические этюды о Французской революции. Памяти В. М. Далина. — М., 1998